# 江西省萍乡中学
江西省萍乡中学，简称萍中，是中华人民共和国江西省的一所高级中学，位于该省萍乡市西郊鳌头山上。该校也是江西省重点高级中学之一。

## 历史沿革
萍乡中学自称肇始于明朝万历年间创立的鳌洲书院以及清朝光绪三十二年（1906年）成立的萍乡中学堂。1911年，更名为“萍乡公立中学校”:981。民国十八年（1929年），萍乡县立中学校开始招收高中班:975。
1949年，中國人民解放軍占領萍乡縣後，甫成立的萍乡縣人民政府接管学校，随即将1914年成立的私立五峰初级中学并入该校:975。1950年，更名为“江西省立萍乡中学”，1956年，更名为“江西省萍乡高级中学”。1962年，更名为“江西省萍乡中学”。1962年，江西省萍乡中学获江西省教育厅列为该省重点中学，并于同年合并了位在文昌宫的萍乡二中，在此期间，因学生增加，学校也曾在萍乡市区的汪公庙、霞园、泰和庵的建筑办学:243,981-982。
1969年，更名为萍乡市第一中学，1984年，恢复原名江西省萍乡中学:982。

## 校友
- 张国焘　中共早期革命家
- 凯丰（何克全）　中共早期革命家
- 孔原（陈开元）　中共早期革命家
- 吴学周　化学家、中国科学院院士
- 简水生　科学家、中国科学院院士
- 陈述彭　地理学家、中国科学院院士
- 颜龙安　农学家、中国工程院院士
- 何龍庭　中華民國陸軍少將
- 蔡孟堅　中華民國陸軍少將，曾任蘭州市長、甘肅省民政廳長、江西省建設廳長

## 外部連結
- 萍乡中学校园网 （页面存档备份，存于）